# Divisió Panzer

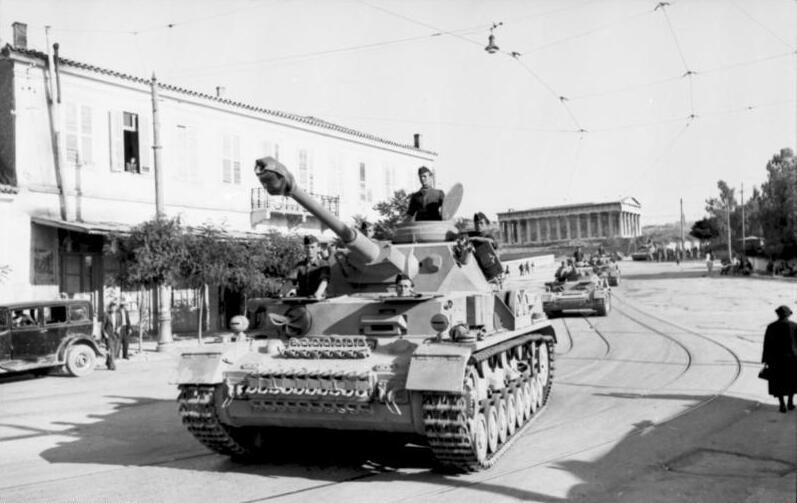
Carro de combat Panzer IV de la 1a Divisió Panzer de la Wehrmacht, 1943.

Una Divisió Panzer (Panzerdivision, en alemany) és una divisió de combat cuirassada de la Bundeswehr, i anteriorment de la Wehrmacht.
Les Divisions Panzer són formacions d'armes combinades tenint com a components orgànics tant els blindats, com a la infanteria, així com a l'artilleria. Canons antiaeris, transmissions, etc. Que són comuns en la major part de les divisions militars de l'era industrial. No obstant això, les proporcions dels components d'una divisió panzer han canviat molt amb el transcurs del temps.

## Desenvolupament del concepte
Els primers intents de formacions exclusivament amb vehicles blindats es varen donar per primera vegada a la Primera Guerra Mundial, al bàndol aliat. Els carros de combat foren agrupats en companyies i batallons independents, i utilitzats en ofensives de ruptura de les línies dels fronts de guerra. Com per exemple la batalla de Cambray del 1917 i la batalla d'Amiens. Al final de la guerra les primeres formacions foren agrupades en mides similars als d'una brigada. Al període d'entreguerres, la integració va començar a molts països amb la formació d'unitats mecanitzades i blindades del que algun cop foren divisions de cavalleria, les quals finalment es van convertir en divisions cuirassades i divisions mecanitzades.

## Les divisions Panzer a la Segona Guerra Mundial

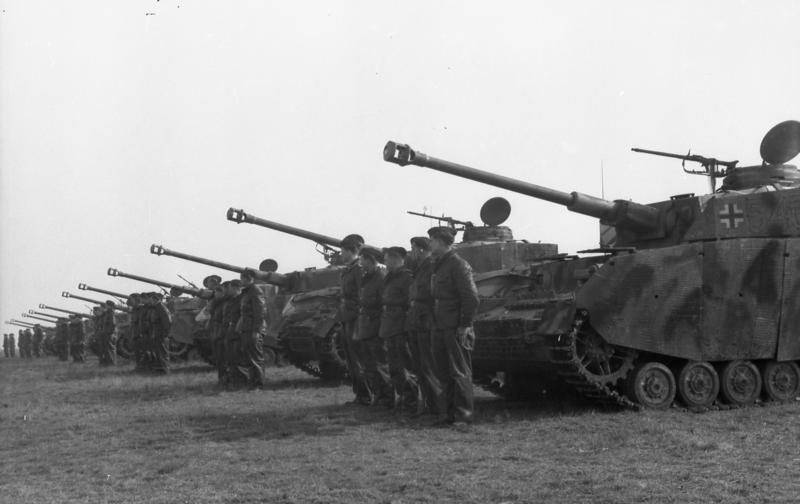
la 12ª Divisió Panzer de las Waffen-SS

Les divisions Panzer alemanyes foren els blocs principals de l'èxit alemany en les operacions llampec o Blitzkrieg en els primers anys de la guerra. Van ésser organitzades de manera que poguessin operar d'una manera relativament independent d'altres unitats. Al contrari de la majoria dels exèrcits d'aquesta època, que organitzaven els seus carros de combat en «brigades de tancs», les quals sempre necessitaven suport d'infanteria i artilleria, les divisions Panzer tenien les seves pròpies unitats de suport dins de si mateixes, la qual cosa va portar a un canvi automàtic en la doctrina militar: en lloc de veure els carros de combat com a unitats de suport per a les operacions d'altres unitats, els tancs es van convertir en el principal focus d'atenció, amb altres unitats donant-los suport a ells.
La quantitat de tancs era comparativament petita, però totes les altres unitats dins de la divisió panzer eren motoritzades (Camions, vehicles semi eruga, vehicles especialitzats de combat) per igualar-se amb la velocitat dels tancs. Aquestes divisions normalment consistien en un regiment de tancs, dos regiments d'infanteria motoritzada (inclosos un batalló mecanitzat), un regiment d'artilleria autopropulsada i diversos batallons de suport (reconeixement, anticarros, antiaeris, enginyers, etc.).
Tant el Heer com les Waffen-SS incloïen Divisions Panzer.
Les divisions cuirassades del Heer consistien en un regiment Panzer, dos regiments Panzer de granaders, un regiment d'artilleria motoritzada, un batalló anticarro organitzat en tres companyies anticarros amb vuit canons de 37 mm i 3 de 50 mm, i una bateria antiaèria, la qual incloïa l'ús de tant de canons automàtics de 20 mm sobre afustes simples com quàdruples. També comptaven amb cinc batallons de combat i suport de combat: un batalló d'infanteria motoritzat, un batalló de reconeixement, un batalló d'enginyers, un batalló de transmissions i un batalló de reemplaçament de campanya. En total, la divisió comprenia un personal de 16.000 militars i estava equipada amb Panzers, que anaven de 135 a 209,apart de 25 vehicles blindats i 192 canons, inclosos 53 canons anticarro.
Va sorgir un mite en els anys de postguerra que deia que les divisions SS van rebre més panzers que els seus contraparts del Heer. Investigacions recents han mostrat que aquesta afirmació és falsa, ja que ambdós tipus d'unitats van rebre la mateixa quantitat d'equip.
Com tant el Heer com les Waffen-SS utilitzaven el seu propi sistema ordinal, hi havia números duplicats (per exemple: van existir tant la «9a Divisió Panzer» com la «9a Divisió Panzer SS»), la qual cosa ocasionalment va portar a la confusió entre els seus oponents.
Mentre la guerra avançava, les pèrdues en batalla eren reemplaçades amb la formació de noves divisions. Això va portar a una situació en què la major part de les divisions panzer no eren ni l'ombra del que van ser en la primera meitat de la guerra.

## Complement de carros de combat per les divisions Panzer

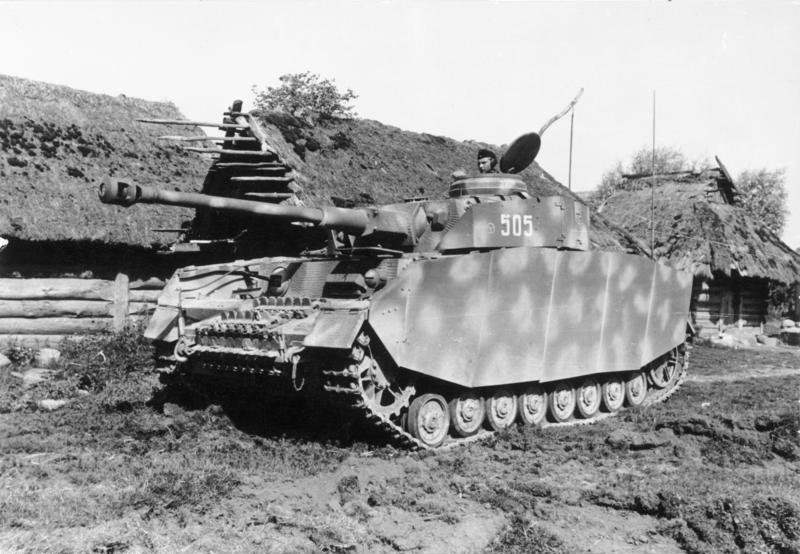
Un Panzer IV a Rússia, 1941.

La força de tancs de les divisions panzer va variar al llarg de la guerra. Les pèrdues en batalla, la formació de noves unitats, els reforços i l'equip enemic capturat, tot això porta a desconèixer la quantitat d'equip en cada unitat. La següent taula resumeix la força de cada divisió quan va ser coneguda aquesta informació, tot i que cal assenyalar un matís: al començament de la guerra, la majoria dels tancs alemanys eren del tipus Panzer I i Panzer II, vehicles pobrament armats i cuirassats.
| Unitat | Carros de combat en el 1 de septembre del 1939 (Invasió de Polònia) | Carros de combat en el 22 de juny del 1941 (Invasió de l'URSS) |
| --- | ------------------------------------------------------------------- | -------------------------------------------------------------- |
| 1.ª División Panzer | 309                                                                 | 145                                                            |
| 2.ª Divisió Panzer | 322                                                                 | N/Aa                                                           |
| 3.ª Divisió Panzer | 391                                                                 | 215                                                            |
| 4.ª Divisió Panzer | 341                                                                 | 166                                                            |
| 5.ª Divisió Panzer | 335                                                                 | N/Ab                                                           |
| 6.ª Divisió Panzer |                                                                     |                                                                |
| 7.ª Divisió Panzer |                                                                     |                                                                |
| 8.ª Divisió Panzer |                                                                     |                                                                |
| 9.ª Divisió Panzer |                                                                     |                                                                |
| 10.ª Divisió Panzer | 150                                                                 | 182                                                            |
| Divisió Panzer Kempf | 164                                                                 | N/Ae                                                           |
| 1.ª Divisió Lleugera / 6.ª Divisió Panzer | 226                                                                 | 245d                                                           |
| 2.ª Divisió Lleugera / 7.ª Divisió Panzer | 85                                                                  | 265d                                                           |
| 3.ª División Lleugera / 8.ª Divisió Panzer | 80                                                                  | 212d                                                           |
| 4.ª División Lleugera / 9.ª Divisió Panzer | 62                                                                  | 143d                                                           |
| N/Ae |                                                                     |                                                                |
| 11.ª Divisió Panzer | N/Ac                                                                | 143                                                            |
| 12.ª Divisió Panzer | N/Ac                                                                | 293                                                            |
| 13.ª Divisió Panzer | N/Ac                                                                | 149                                                            |
| 14.ª Divisió Panzer | N/Ac                                                                | 147                                                            |
| 16.ª Divisió Panzer | N/Ac                                                                | 146                                                            |
| 17.ª Divisió Panzer | N/Ac                                                                | 202                                                            |
| 18.ª Divisió Panzer | N/Ac                                                                | 218                                                            |
| 19.ª Divisió Panzer | N/Ac                                                                | 228                                                            |
| 20.ª Divisió Panzer | N/Ac                                                                | 229                                                            |
| a No va participar en l'Operació Barbarroja, els vaixells de transport es van enfonsar mentre transportava a la divisió (1941). b Va arribar al Front Oriental després de l'Operació Barbarroja. c Formada després de la Campanya de Polònia. d Renombrada després de la Campanya de Polònia. e Fusionada en altres divisions després de la Campanya de Polònia. |                                                                     |                                                                |